# Francisco de Rojas Zorrilla
Pour les articles homonymes, voir Rojas et Zorrilla.
Francisco de Rojas Zorrilla (4 octobre 1607 - 23 janvier 1648) fut un auteur dramatique espagnol.
Réputé être né à Tolède, on sait seulement qu'il fut fait chevalier de Santiago en 1644. La date exacte de sa mort est inconnue.
Ses pièces furent publiées entre 1640 et 1645 et inspirèrent de nombreux dramaturges européens du XVIIe siècle :
- Del Rey abajo Ninguno, sa plus célèbre pièce, qui fut publiée séparément sous le titre de Garcia del Castanar,
- No hay padre siendo rey, qui fut empruntée par Jean Rotrou pour son Venceslas,
- Donde hay agravios no hay zelos et El amo criado, qui furent imitées par Scarron dans son Jodelet Souffleté Le Maître Valet,
- Entre Bobos anda el juego, qui fut la source du Don Bertrand de Cigarral de Corneille et du Don Japhel d'Arménie de Scarron,
- Obligados y ofendidos, qui inspira Les Généreux Ennemis de Boisrobert, Les Illustres Ennemis de Corneille, et l' Écolier de Salamanque de Scarron,
- La traición busca el castigo, qui inspira John Vanbrugh pour son False Friend et Le Sage pour son Traître puni.